# Secret of the Runes
Secret of the Runes är ett studioalbum av den svenska metalgruppen Therion som släpptes 2001. Utgivare var Nuclear Blast. Tema är den nordiska mytologin och låtarna (med undantag för spår 1 och 11) speglar de olika världar som finns på asken Yggdrasil. Sång framförs på engelska, svenska och tyska. 

## Låtlista
1. Ginnungagap - 6:10
2. Midgård - 5:04
3. Asgård - 4:07
4. Jotunheim - 3:43
5. Schwarzalbenheim - 5:18
6. Ljusalfheim - 3:53
7. Muspelheim - 2:13
8. Nifelheim - 4:33
9. Vanaheim - 4:02
10. Helheim - 3:18
11. Secret of the Runes - 5:30

## Bonusspår
1. Crying Days (cover Scorpions) - 4:31
2. Summernight City (cover Abba) - 4:54